# یهودستیزی نو
یهودستیزی نو این ایده است که شکل جدیدی از یهودستیزی در اواخر قرن بیستم و اوایل قرن بیست و یکم ایجاد شده‌ است و تمایل دارد خود را به عنوان مخالفت با صهیونیسم و انتقاد از دولت اسرائیل نشان دهد.
این مفهوم عموماً چنین فرض می‌کند که در اواخر قرن بیستم و اوایل قرن بیست و یکم، بسیاری از آنچه که ادعا می‌شود به عنوان انتقاد از اسرائیل مطرح می‌شود، در واقع هم‌ارز با اهریمن‌سازی است، و همراه با ظهور مجدد بین‌المللی حملات یهودی‌ستیزانه علیه یهودیان، هتک حرمت نمادهای یهودی و یهودیت، انکار هولوکاست، و افزایش پذیرش عقاید یهود ستیزانه در گفتمان عمومی و سخنان نفرت آنلاین، چنین اهریمن سازی‌هایی بیانگر تحولی در ظهور باورهای یهودستیزانه است.
طرفداران این مفهوم استدلال می‌کنند که صهیونیسم ستیزی و اهریمن سازی اسرائیل، یا استانداردهای دوگانه اعمال شده به رفتار آن (برخی از طرفداران آن شامل آمریکاستیزی، ضدیت با جهانی شدن و جهان سوم گرایی نیز هستند) ممکن است با یهودستیزی مرتبط باشد، یا یک یهودی‌ستیزی پنهان را تشکیل دهد. به ویژه هنگامی که به‌طور همزمان از چپ افراطی، اسلام‌گرایی و راست افراطی نشأت می‌گیرد.
منتقدان این مفهوم استدلال می‌کنند که این مفهوم، صهیونیسم ستیزی سیاسی و انتقاد از دولت اسرائیل را با نژادپرستی، نفرت از یهودیان و هولوکاست خلط می‌کند، که انتقاد مشروع از اسرائیل را بسیار محدود و اهریمن سازی را بسیار گسترده تعریف می‌کند، و معنای یهودی‌ستیزی را بدیهی سازی می‌کند. و اینکه این مفهوم در عمل برای ساکت کردن بحث‌های سیاسی و آزادی بیان در مورد مناقشه جاری اسرائیل و فلسطین استفاده می‌شود.